# Acide 4,5-dihydroorotique
L’acide 4,5-dihydroorotique, un dérivé de l'acide orotique, est un intermédiaire de la biosynthèse des pyrimidines.